# RVE Regionalverkehr Euregio Maas-Rhein

Altes Logo

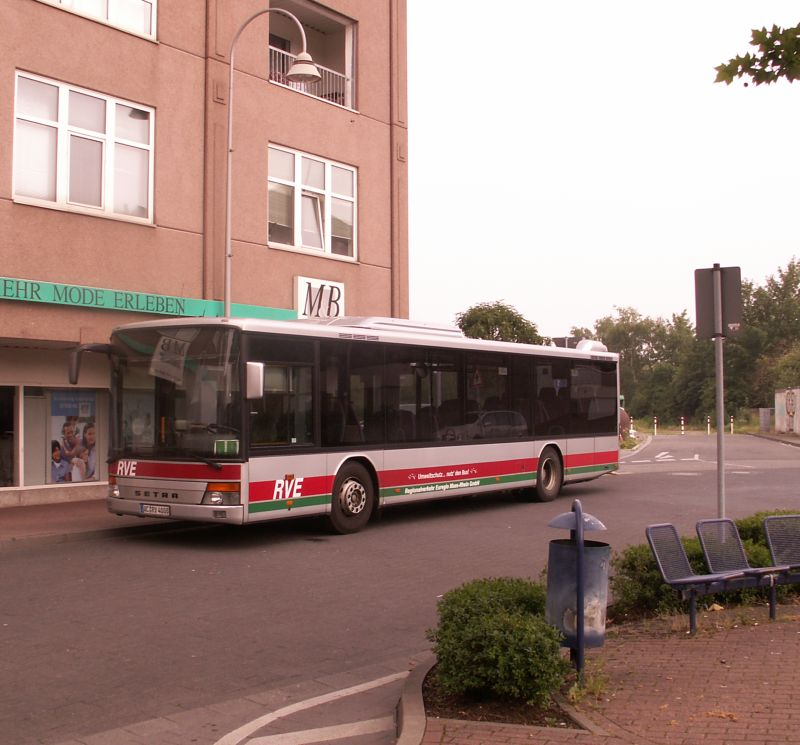
Linienbus der RVE am Busbahnhof Heinsberg

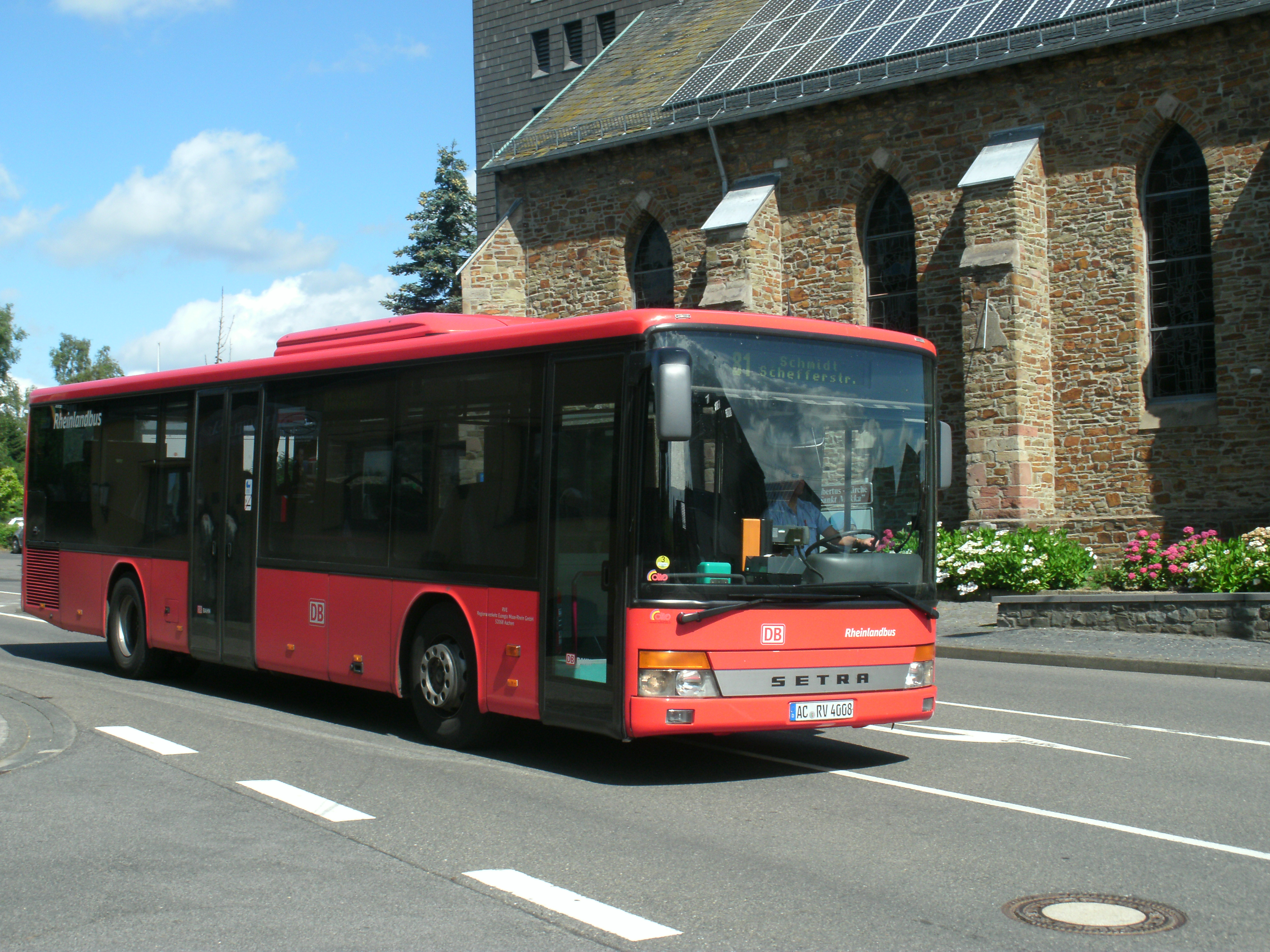
Linienbus der RVE in Nideggen-Schmidt (Linie 81)

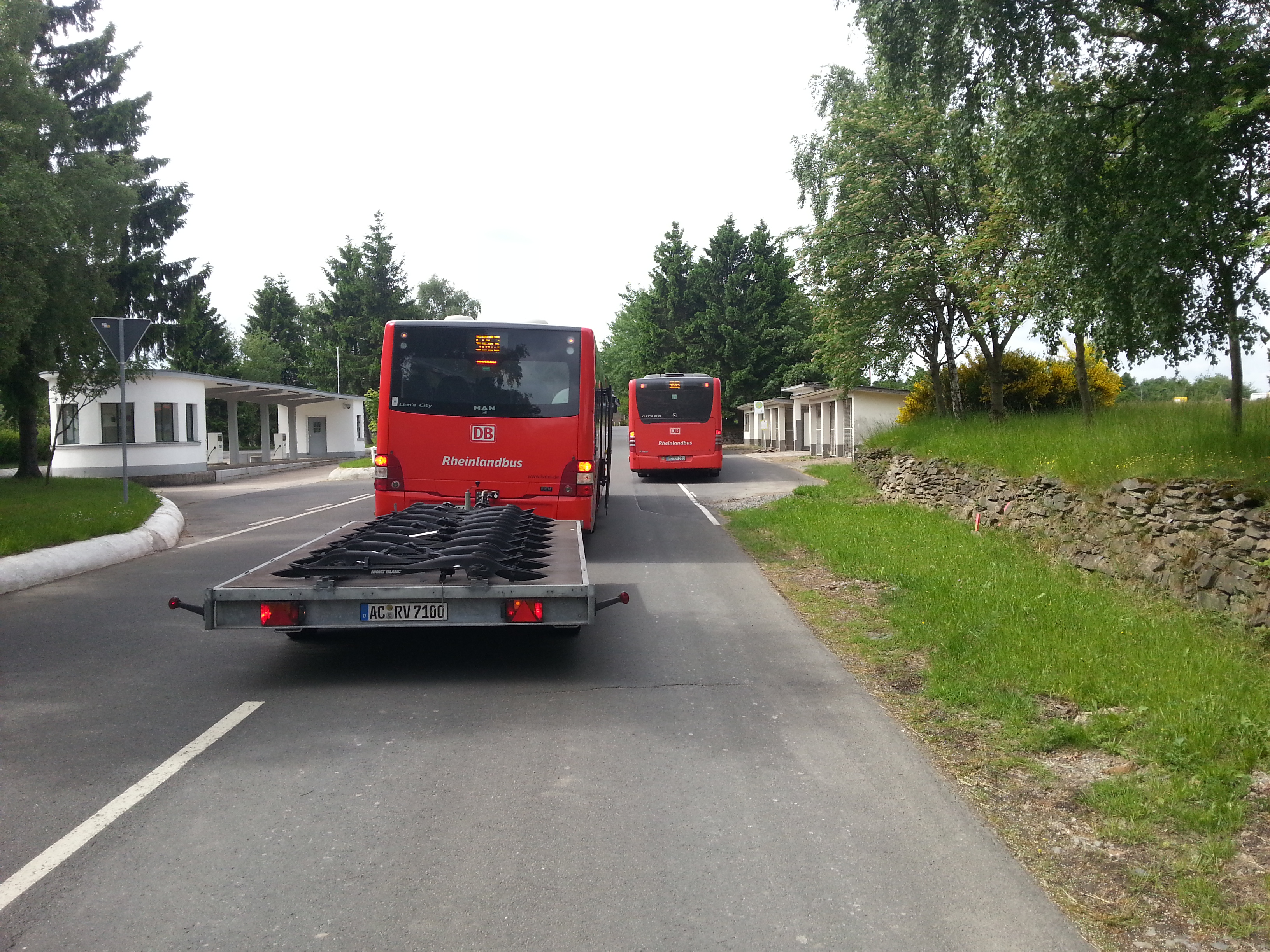
Fahrradbus der RVE auf Linie SB63 an der Haltestelle Vogelsang I P Parkplatz (2013)

Die RVE Regionalverkehr Euregio Maas-Rhein GmbH (RVE) mit Sitz in Aachen war ein 100%iges Tochterunternehmen der Busverkehr Rheinland GmbH (BVR). Zum Jahresbeginn 2002 gegründet, wurde es am 31. August 2017 aufgelöst und wieder in den Mutterkonzern integriert.
Der RVE bediente 58 Buslinien im Aachener Verkehrsverbund (AVV), davon führten im Kreis Euskirchen vier in den benachbarten Verkehrsverbund Rhein-Sieg (VRS). Dafür standen 40 eigene Fahrzeuge sowie rund 100 Busse von Auftragsunternehmern zur Verfügung. Daneben fuhr der RVE auch als Subunternehmer für die ASEAG.
Im Liniennetz der RVE lagen drei Ausflugslinien im Bereich des Nationalpark Eifel: die Wasser-Linie 231 (Düren –) Heimbach – Gemünd – Schleiden, die Nationalpark-Linie SB63 Aachen – Simmerath – Vogelsang (– Gemünd) sowie die Wald-Linie 815 (Kall – Gemünd – Monschau, im Auftrag der RVK). In Kooperation mit dem belgischen Unternehmen TEC wurde außerdem an Wochenenden und Feiertagen die grenzüberschreitende Linie 385 Eupen – Monschau – Kalterherberg betrieben.
Schnellbusverkehr bot der RVE auf den Linien SB1 Erkelenz–Übach-Palenberg, SB20 Aachen–Jülich–Forschungszentrum Jülich, SB63 Aachen–Simmerath–Schleiden und SB98 Düren–Euskirchen. In Linnich und Heimbach wurden Bürgerbusse betrieben. In Eschweiler, Simmerath, Roetgen und Monschau betrieb der RVE einen Discobus.
Der Fuhrpark des Unternehmens bestand hauptsächlich aus auf Linienverkehr ausgerichteten Niederflurbussen der Hersteller Den Oudsten, EvoBus, MAN und Setra, darunter auch mehrere Gelenkbusse der Typen Setra SG 221 UL und EvoBus Mercedes-Benz O 530 G Citaro.
Ab dem 1. November 2008 verwendete der RVE zusammen mit seiner Muttergesellschaft und dem Schwesterunternehmen RVN Regionalverkehr Niederrhein den Markennamen DB BAHN Rheinlandbus bzw. DB Rheinlandbus für seinen Außenauftritt.

## Liniennetz (Stand 2016)
- SB20 Schnellbus Aachen – Jülich – Jülich Forschungszentrum
- SB63 Schnellbus (Nationalpark-Linie) Aachen – Roetgen – Simmerath – Vogelsang – Gemünd – Schleiden
- SB98 Schnellbus Düren – Zülpich – Euskirchen (parallel zur Linie 298)
- SB66 Schnellbus  Aachen Bushof – Brand – Walheim – Roetgen – Monschau
- WÜ1 Stadtbus Würselen Euchen – Weiden – Würselen – Kohlscheid
- 61 Stolberg Hbf – Breinig – Rott – Roetgen Post
- 66 Aachen Bushof – Brand – Walheim – Roetgen – Monschau
- 67 Walheim – Venwegen – Rott – Roetgen
- 68 Aachen – Walheim – Roetgen – Simmerath – Rurberg (– Einruhr) (zusammen mit Taeter Aachen)
- 71 Geilenkirchen – Baesweiler – Siersdorf – Aldenhoven
- 81 (Vossenack –) Schmidt – Steckenborn – Strauch – Simmerath
- 82 Simmerath – Konzen – Monschau
- 83 Simmerath – Einruhr (– Erkensruhr)
- 84 Monschau – Höfen – Rohren – Imgenbroich
- 85 Monschau – Mützenich – Kalterherberg
- 86 Vossenack – Lammersdorf – Simmerath
- 90 Alsdorf – Siersdorf – Aldenhoven
- 96 Langerwehe – Weisweiler – Eschweiler
- 219 Haltepunkt Forschungszentrum (Rurtalbahn) – Jülich Forschungszentrum
- 220 Aachen – Mariadorf – Aldenhoven – Jülich – Jülich Forschungszentrum
- 223 Huchem-Stammeln – Jülich
- 230 Düren – Kelz – (Vettweiß –) Pingsheim
- 231 (Wasser-Linie) (Düren –) Heimbach – (Kermeter –) Gemünd – Schleiden
- 233 Zülpich – Wollersheim – Nideggen
- 236 Düren – Huchem-Stammeln – Niederzier – Merzenich
- 237 Düren – Echtz – Langerwehe
- 238 Düren – Niederzier – Jülich
- 261 Schevenhütte – Langerwehe
- 270 Jülich – Mersch – Titz
- 279 Jülich – Koslar – Barmen – Linnich
- 280 Linnich – Setterich – Baesweiler
- 283 Rödingen – Elsdorf
- 284 Jülich – Titz – Jackerath
- 286 Düren – Kleinhau – Vossenack
- 287 Titz – Linnich
- 294 Jülich – Inden/Altdorf – Weisweiler
- 295 Linnich – Glimbach – Körrenzig – Rurich – Baal
- 296 Düren – Schlich – Langerwehe – Inden/Altdorf – Lamersdorf (– Frenz)
- 298 Düren – Vettweiß – Zülpich – Euskirchen
- 385 Eupen – Mützenich – Monschau – Kalterherberg (zusammen mit der belgischen TEC)
- 410 Heinsberg – Aphoven – Tripsrath – Geilenkirchen
- 472 Heinsberg – Birgden – Gangelt – Hastenrath
- 474 Heinsberg – Selsten – Waldfeucht – Saeffelen – Gangelt
- 475 Oberbruch – Heinsberg – Haaren – Waldfeucht
- 491 Übach-Palenberg – Scherpenseel – Geilenkirchen
- 493 Heinsberg – Oberbruch – Dremmen – Lindern
- 494 Geilenkirchen – Süggerath – Leiffarth – Lindern
- 495 Lövenich – Baal – Hückelhoven – Ratheim – Wassenberg
- 497 Übach-Palenberg – Scherpenseel – Ubach over Worms
- 815 (Wald-Linie) Kall – Gemünd – Höfen – Monschau (im Auftrag der RVK)